# Réserve naturelle nationale de la grotte de Gravelle
La réserve naturelle nationale de la grotte de Gravelle (RNN110) est une réserve naturelle nationale de France située dans le département du Jura non loin de Lons-le-Saunier sur la commune de Macornay. Créée en 1992 sur une superficie de 1,37 ha, le site correspond à une cavité souterraine et assure la protection de colonies de chauves-souris (11 espèces recensées) en particulier le Minioptère de Schreibers.

## Localisation

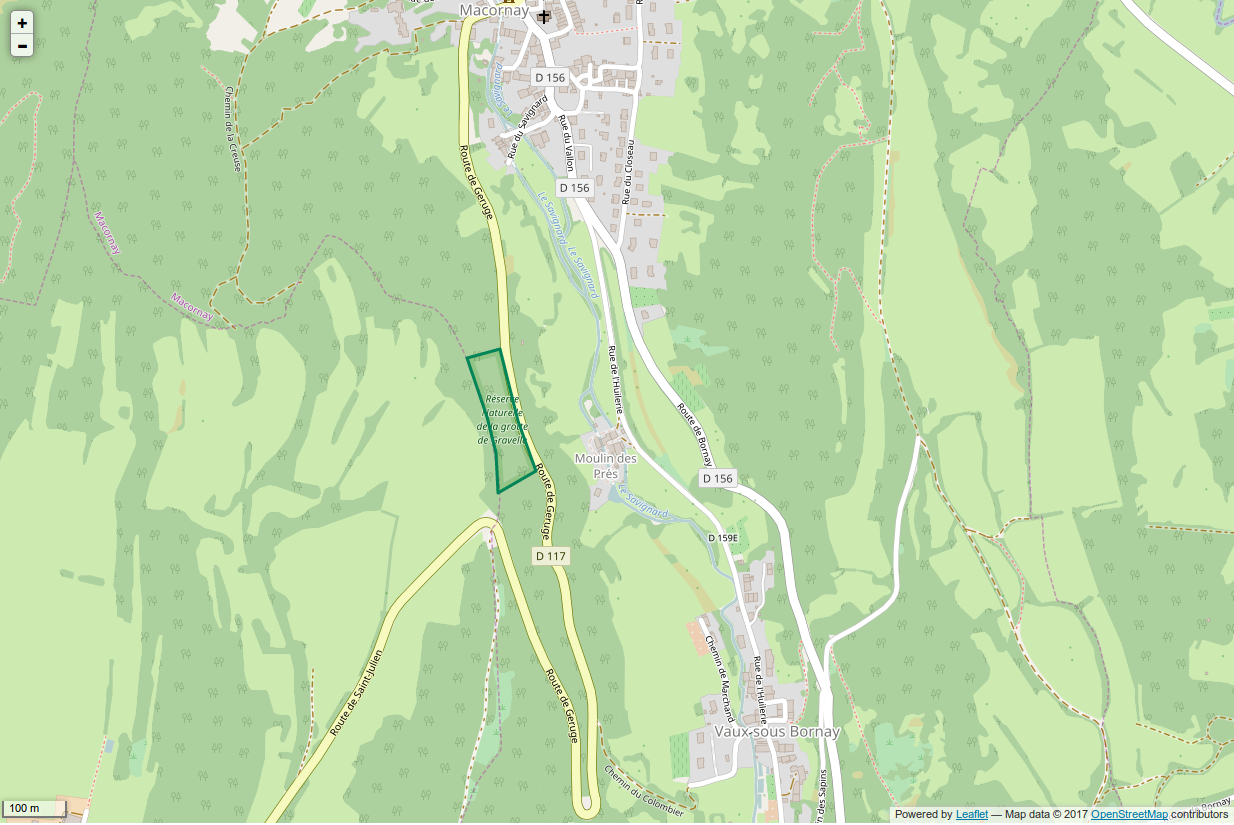
Périmètre de la réserve naturelle.

La réserve naturelle de la Grotte de Gravelle se situe sur la commune de Macornay dans le département du Jura. La ville de Lons-le-Saunier se situe à seulement 3 kilomètres au nord. Le site de cette cavité naturelle est localisé au sud du village de Macornay au-dessus de la vallée du Savignard, ruisseau affluent de la Sorne. Au cœur de la région naturelle du Revermont et en bordure de la Petite
Montagne, la grotte dite « des chauves-souris » ou encore de Gravelle (patronyme choisi de la réserve) s’ouvre au pied d’une petite falaise du Bajocien au bord de la départementale 117 entre Macornay et Geruge.
La réserve naturelle est située en milieu forestier à une altitude variant de 325 m à 362 m. La cavité, orientée Nord-Est, s’ouvre par un vaste porche de 3 m de hauteur pour 5 m de largeur. Elle se développe ensuite sur environ 90 m par une vaste galerie sèche et argileuse donnant au bout d’une centaine de mètres sur un énorme éboulis. En escaladant celui-ci, on accède à la partie supérieure de la cavité et à la salle « dite des chauves-souris ».

## Histoire du site et de la réserve

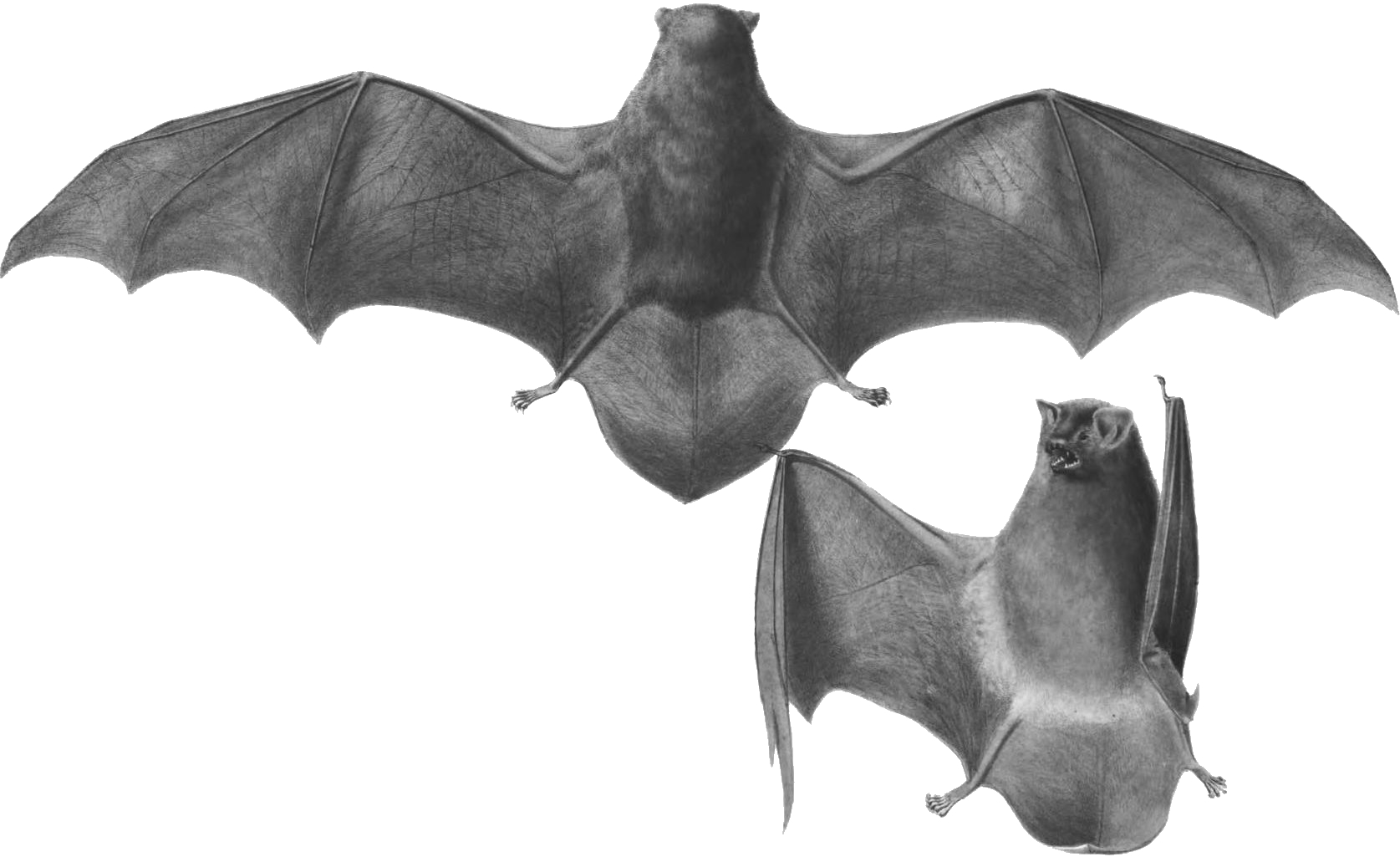
Minioptère de Schreibers.

Cette cavité naturelle a servi depuis des décennies de refuge aux espèces animales troglophiles dont les chiroptères sont les plus représentatifs. Parmi ces espèces, le Minioptère de Schreibers (Miniopterus schreibersi) est une chauve-souris cavernicole réalisant l'ensemble de son cycle annuel biologique dans les milieux souterrains naturels ou artificiels. La réserve naturelle possède un intérêt international pour la préservation de cette espèce et d’une faune remarquable troglophile.
Des naturalistes dont Robert Hainard ont commencé à étudier le site dès 1948. À cette époque, des opérations de baguage ont lieu (23 000 individus bagués dont 15 000 Minioptères de Schreibers) qui vont permettre de mieux comprendre les déplacements des chauves-souris. À partir de 1986, des membres de la CPEPESC font le suivi du site. En 1993, un périmètre grillagé est mis en place.

## Écologie (Biodiversité, intérêt écopaysager…)

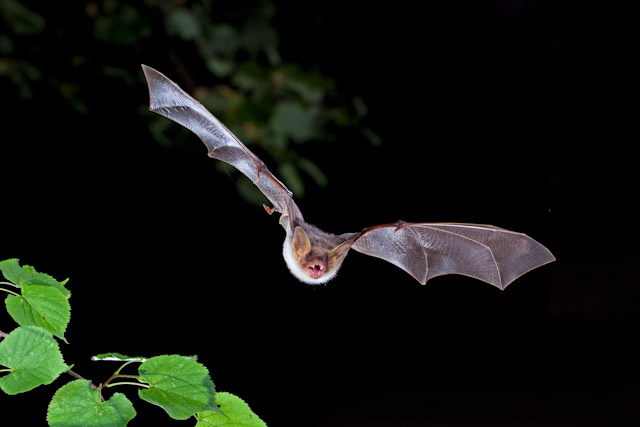
Grand murin.

La réserve naturelle de Macornay s’inscrit dans un ensemble cohérent de milieux souterrains protégés à chiroptères qui couvre l’Est de la France et s’étend bien au-delà de l’Europe (massif du Jura et ses marges). La grotte fait partie du réseau des cavités dans lesquelles les Minioptères de Schreibers circulent et se reproduisent. Ces rassemblements comprennent fréquemment plus d'un millier d'individus. La relative fidélité des individus à un ensemble de gîtes au cours de leur cycle annuel (hibernation, transition, maternité) a été démontrée.
L’intérêt majoritaire du site pour les chiroptères est la période estivale pour la mise bas de trois espèces, le Grand murin, le Petit murin et le Minioptère de Schreibers. L’intérêt secondaire est lié à l’hibernation des chiroptères qui viennent chercher en ce lieu des conditions favorables pour passer la période hivernale.
Deux unités écologiques ont été définies : les secteurs boisés et l'entrée de la cavité et ses parties souterraines.

### Climat

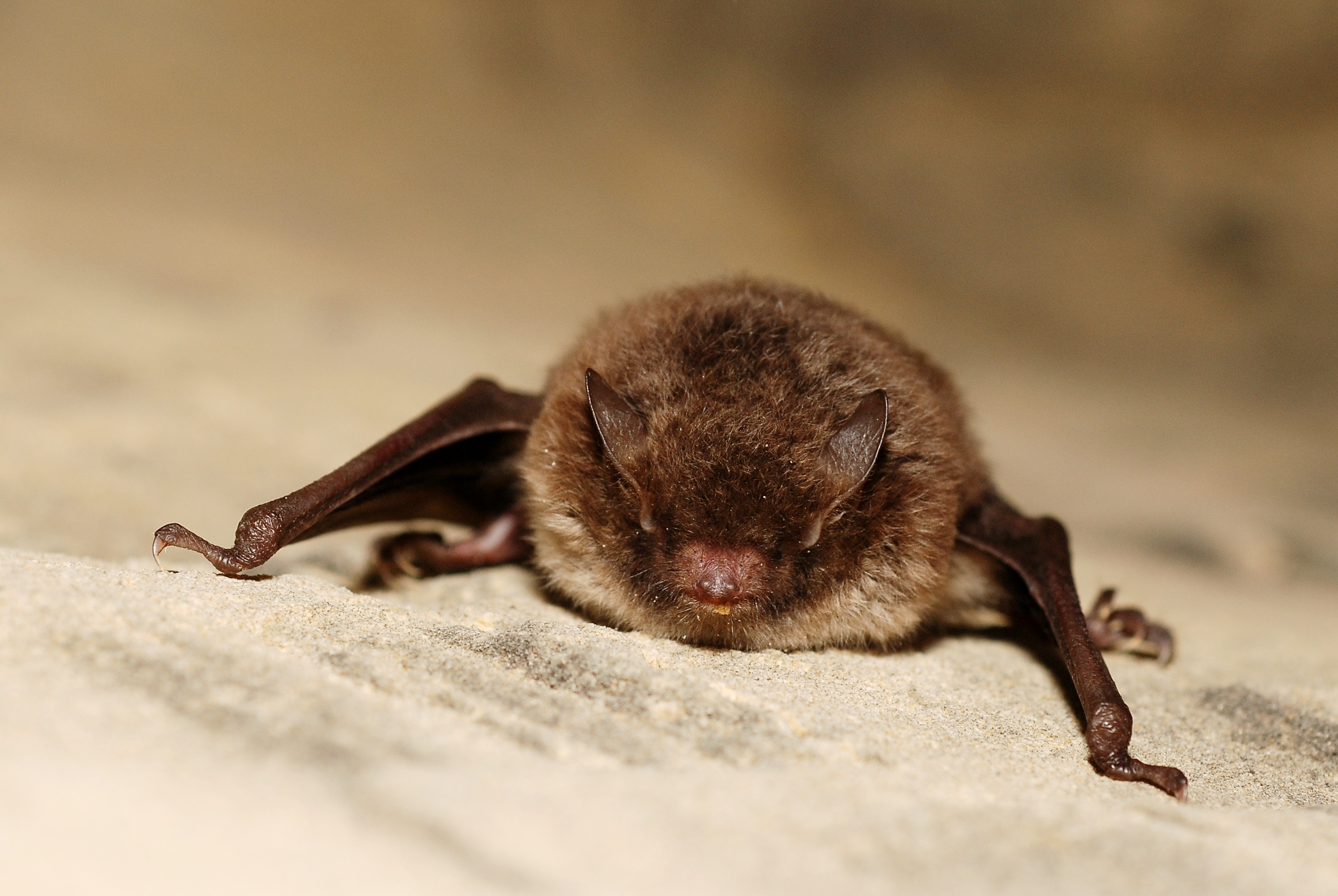
Murin de Daubenton.

L'intérieur de la cavité possède une température variant de 2 à 9 °C selon les secteurs et la saison.

### Flore
Aucune espèce protégée n'apparait dans le périmètre de la réserve naturelle.

### Faune
La "grotte de Gravelle" ou "des chauves-souris" accueille deux grandes familles de chauves-souris : les Vespertilionidés et les Rhinolophidés. Trois espèces, le Minioptère de Schreibers, le Grand murin et le Petit murin occupent le site en été. D’autres espèces comme le Grand rhinolophe, le Petit rhinolophe, le Murin de Daubenton s’y rencontrent quelquefois. En tout, onze espèces de chiroptères se répartissent en toute saison sur le site sur les trente-quatre espèces répertoriées sur le territoire français. La moyenne des effectifs sur les années 2000-2006 pour la période de mise-bas se monte à 360 individus.

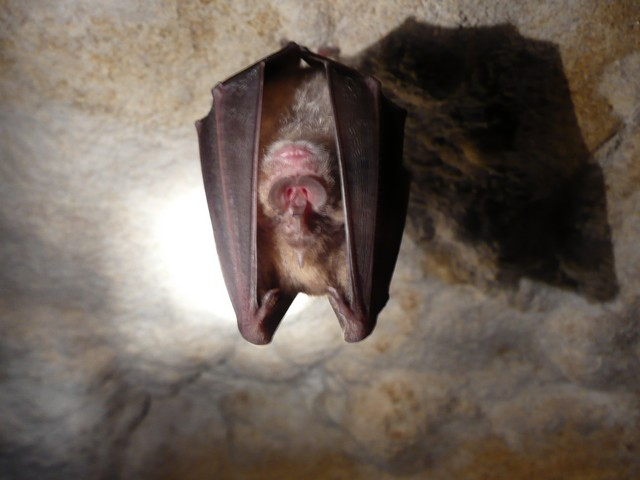
Grand rhinolophe.

Dans le domaine des invertébrés, de nombreuses espèces restent à inventorier dans la cavité.

## Intérêt touristique et pédagogique
Le milieu souterrain est fragile et toute modification même minime du biotope est à éviter. La fréquentation humaine dans les sites d’hibernation ou d’estivage est responsable de la mortalité d’individus, ou de leur déplacement vers d’autres sites. En conséquence l'accès au site est interdit au public.

## Administration, Plan de gestion, règlement
La réserve naturelle est gérée par la CPEPESC Franche-Comté.

### Outils et statut juridique
Le décret du 15 décembre 1992 a créé la réserve naturelle. Le gestionnaire a été désigné le 16 août 1993. Le plan de gestion 2006-2010 est terminé.
Le site fait partie de la ZNIEFF de Type 1 n° 0028 0004 dite « Grotte de Gravelle à Macornay ».